# Richard Middleton
Richard Middleton est un professeur de musique à l'Université de Newcastle upon Tyne. Il est également le fondateur et rédacteur du journal Popular Music.

## Formation
Middleton a étudié au collège Clare de l'Université de Cambridge et à l'Université d'York.

## Carrière
Richard Middleton a enseigné à l'Université de Birmingham et à l'Université d'York.
En 2004, il a été élu Fellow de la British Academy.
Richard Middleton s'est retiré de son poste de Newcastle en 2005.

## Publications

### Auteur
- Pop Music and the Blues: A Study of the Relationship and Its Significance, London: Gollancz, 1972
- Studying Popular Music, Philadelphia: Open University Press, 1990

### Rédacteur
- Reading Pop, Oxford University Press, 2000